# آلبومین (دارو)
آلبومین سرم انسانی (به انگلیسی: Human serum albumin) سرمی است که در خون انسان یافت می‌شود. فراوان‌ترین پروتئین در پلاسمای خون انسان است و حدود نیمی از پروتئین سرم را تشکیل می‌دهد. آلبومین در کبد تولید می‌شود و در آب محلول و مونومر است. 
آلبومین هورمون‌ها، اسیدهای چرب و سایر ترکیبات را انتقال می‌دهد، pH را بافر می‌کند و فشار انکوتیک را حفظ می‌کند. 
آلبومین در کبد به عنوان پیش پرو آلبومین سنتز می‌شود که دارای یک پپتید Nترمینال است که قبل از آزاد شدن پروتئین نوپا از شبکه آندوپلاسمی زبر حذف می‌شود.  پروآلبومین، به نوبه خود در دستگاه گلژی برای تولید آلبومین ترشح می‌شود.
محدوده مرجع برای غلظت آلبومین در سرم تقریبا ۳۵-۵۰ گرم در دسی‌لیتر است. نیمه عمر سرمی آلبومین ۲۱ روز است و جرم مولکولی آن ۶۶/۵ کیلودالتون است..

رده درمانی: مشتقات خونی.
اشکال دارویی: سرم

## مکانیسم اثر
بالا بردن حجم پلاسما و جبران کمبود آلبومین. آلبومین خود یکی از مهمترین پروتئینهای پلاسما است که توسط کبد ساخته می‌شود. آلبومین در انتقال برخی هورمونها و مواد در خون نقش مهمی دارد.

## موارد مصرف
شوک، هیپوپروتئینمی، سوختگی، کاهش آلبومین، درمان نفروز